# Túrin Turambar
Túrin Turambar is een personage in J.R.R. Tolkiens fictieve wereld Midden-aarde. Hij is een Mens uit het Huis van Hador en een tragische antiheld in de verhalen over de Eerste Era. Hij zou de meest rechtschapen man zijn die ooit geleefd heeft. Ook wordt hij beschouwd als de machtigste strijder van zijn tijd, hoewel zijn vader Húrin Thalion ook met deze titel geëerd wordt. Túrin heeft als een van de weinigen uit het Huis van Hador donker haar en grijze ogen, waarmee hij lijkt op de Noldorijnse elfen.
Túrins lotgevallen worden beschreven in het verhaal Narn i Chîn Húrin (Nederlands: Verhaal van de kinderen van Húrin) en het heldendicht The Lay of the Children of Húrin. Na de dood van de auteur publiceerde zijn zoon Christopher een verkorte versie van het verhaal genaamd Over Túrin Turambar in een hoofdstuk van De Silmarillion en het volledige verhaal in Nagelaten vertellingen. Het einde van het verhaal De zwerftochten van Húrin werd deel van het boek The War of the Jewels. Het heldendicht werd gepubliceerd in The Lays of Beleriand. Christopher publiceert in 2007 ook een roman genaamd De Kinderen van Húrin, gebaseerd op Tolkiens onafgemaakte kladversies die Christopher redigeerde tot een nieuw boek.

## Biografie

### Jeugd in Dor-lómin
Túrin is de enige zoon van Húrin Thalion en Morwen Elfenschijn. Hij is geboren in Dor-lómin, het land dat zijn vader regeert. Zijn jongere zusje Urwen, die Lalaith (Lach) genoemd wordt, sterft op jonge leeftijd aan een ziekte. Nadat Húrin gevangengenomen is in de Nirnaeth Arnoediad blijft Túrin bij zijn moeder Morwen, die hem verbergt voor de onderdrukkende Oosterlingen, die Morgoth, de Duistere Vorst, naar Hithlum gestuurd heeft. Zij is bang dat de Oosterlingen Túrin vermoorden of in slavernij wegvoeren. Túrin weet niet dat Morgoth een vloek op Húrins familie gelegd heeft.

### Doriath
Wanneer Túrin zeven jaar oud is stuurt Morwen hem in het geheim naar Doriath, waar koning Thingol hem opvangt als zijn eigen zoon. Hierna wordt Túrins tweede zus Nienor geboren. Túrin is rusteloos in Doriath. Zodra het toegestaan wordt vergezelt hij Beleg Cúthalion op de veldtochten van Doriath en bestrijdt hij de Orks van Morgoth. Hij draagt de Drakenhelm van Dor-lómin en de Orks vrezen hem meer dan enig ander.

### Brethil

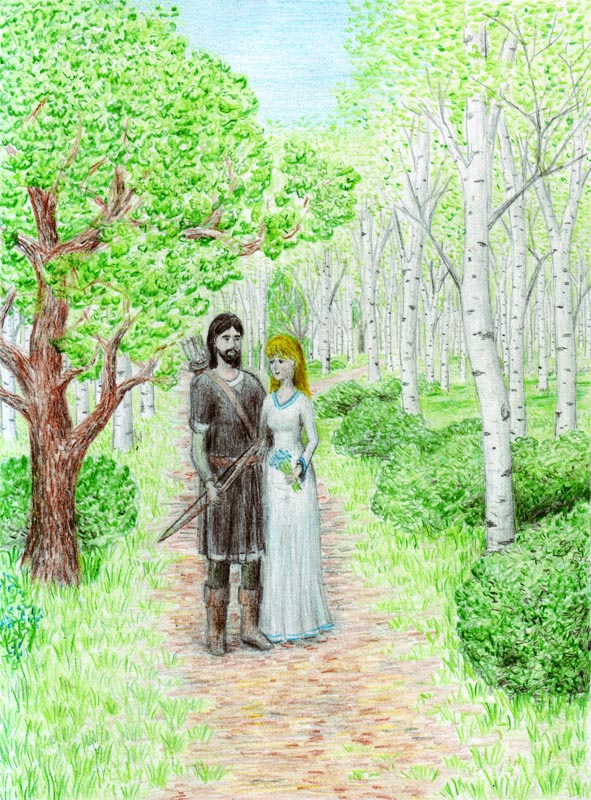
Túrin en Nienor in Brethil

Na twaalf jaar in Doriath veroorzaakt Túrin onopzettelijk de dood van Saeros, een raadsman van Thingol die hem had uitgedaagd en aangevallen. Voordat er een oordeel of vrijspraak mogelijk is vlucht Túrin weg. Hij komt ten zuiden van het bos Brethil terecht, waar hij een groep vogelvrijen ontmoet. Hij maakt zichzelf bekend als Neithan (Verongelijkte) en wordt de leider van de groep.
Intussen heeft Thingol Túrin vrijgesproken van schuld nadat hij de omstandigheden rond de dood van Saeros hoort. Beleg Cúthalion krijgt toestemming van Thingol om zijn vriend op te zoeken. Beleg vindt Túrins groep vogelvrijen bij Amon Rûdh, maar kan zijn vriend niet overhalen zijn mensen te verlaten. Beleg keert onverrichter zake terug naar Doriath, maar zijn komst was niet tevergeefs, want vanaf die tijd stopt de groep van Túrin met aanvallen op de huizen van Mensen en richt zich alleen nog maar op Orks.

### Amon Rûdh
Wanneer Beleg weggegaan is en Túrins mannen lange tijd in de wildernis geleefd hebben, nemen ze Mîm de Nietige Dwerg gevangen. Zijn twee zonen Ibûn en Khîm ontsnappen, maar een van de mannen schiet een pijl op ze af en doodt Khîm. Hierna wordt Mîm gedwongen zijn verblijf in Amon Rûdh met de bende te delen.
In Doriath vraagt Beleg of hij zich bij zijn vriend mag voegen. Thingol staat dit toe en geeft hem het zwarte zwaard Anglachel. Melian geeft hem lembas. Beleg keert in de winter terug naar Túrin en geneest de bendeleden die ziek of gewond zijn. Hij neemt ook de Drakenhelm mee. De streek rond Amon Rûdh wordt na Belegs komst bekend als Dor-Cúarthol (Land van Boog en Helm). Beleg is namelijk beroemd als een uitstekende boogschutter. Túrin neemt nu de naam Gorthol (Vreeshelm) aan. Veel strijders voegen zich bij de twee leiders en een groot deel van westelijk Beleriand is enige tijd bevrijd van het kwaad. De Boog en de Helm zijn wijd en zijd bekend en geëerd, zelfs tot in het verborgen koninkrijk Gondolin.
Uiteindelijk wordt Túrin verraden door Mîm. Hij wordt gevangengenomen en al zijn mannen worden gedood. Beleg overleeft de aanval en redt Túrin van de Orks in Taur-nu-Fuin met hulp van Gwindor, een Elfenprins uit Nargothrond en ontsnapte slaaf van Morgoth. Helaas prikt Beleg met Anglachel in Túrins voet bij het lossnijden van de boeien. Túrin houdt Beleg in het donker voor een Ork die hem opnieuw komt martelen en in zijn woede en drang tot lijfsbehoud grijpt hij het zwaard en doodt hij Beleg. Dan verlicht een bliksemflits zijn dode vriend, zodat Túrin ontdekt wat hij heeft gedaan. Verblind en verward van verdriet zit hij neer. Gwindor leidt hem naar de Poelen van Ivrin waar hij weer bij zinnen komt.

### Nargothrond
Hierna brengt Gwindor Túrin naar Nargothrond, waar hij zelf vandaan komt. Túrin verbergt zijn naam en noemt zichzelf Agarwaen zoon van Úmarth (Bloedbevlekte zoon van Noodlot). Hij laat Anglachel opnieuw smeden en noemt het zwaard Gurthang (Doodsijzer). Orodreth is de koning van Nargothrond. Finduilas, de dochter van Orodreth, wordt verliefd op Túrin, maar hij ontwijkt haar omdat ze de geliefde was van zijn vriend Gwindor voor hij gevangengenomen was. Túrin weigert haar zijn naam te vertellen, zodat zij hem Thurin (Geheime) noemt. Hij wordt ook Adanedhel (Mens-Elf) genoemd omdat hij een Elf lijkt, hoewel hij een Mens is.
Túrin wordt een belangrijke raadsman van de bestuurlijk zwakke Orodreth en verwerft buitengewoon veel invloed in Nargothrond. Hij moedigt de Nargothrondrim aan hun geheimhouding te laten varen en openlijk de Duistere Machten te bestrijden. Nargothrond is slechts bereikbaar via een smal pad langs de rivieroever, maar op aanraden van Túrin wordt er een brug over de Narog voor de poorten gebouwd. Vanwege zijn vaardigheid met Gurthang wordt hij beroemd als de Mormegil (Zwart Zwaard) en het Zwarte Zwaard van Nargothrond. Túrin wordt echter arrogant. De Vala Ulmo geeft hem een waarschuwing via Círdan; hij raadt Túrin aan de brug te vernietigen, maar hij negeert deze raad.

### De val van Nargothrond
Kort daarna stuurt Morgoth de Draak Glaurung naar Nargothrond en Túrin moedigt Orodreth aan zijn leger tegen hem in te zetten. In de Slag van Tumhalad die daarop volgt wordt Nargothronds leger vernietigd en gebruiken de troepen van Morgoth de brug over de Narog om Nargothrond binnen te trekken. Ook Gwindor wordt gedood. Bij zijn overlijden dringt hij Túrin op het hart Finduilas te redden. Túrin haast zich om haar te vinden, maar wordt gegrepen door de betoverende blik van Glaurung. Hierdoor doet hij niets en wordt Finduilas hulpeloos weggevoerd naar Morgoth hoewel ze naar hem roept. Glaurung bedriegt Túrin door hem te laten geloven dat Morwen en Nienor lijden in Dor-lómin. Daarom laat Túrin Finduilas in de steek om zijn familie te zoeken, hoewel die veilig zijn in Doriath. Túrins dappere strijd tegen Morgoths Orks had de veilige reis naar Doriath mogelijk gemaakt.
Wanneer het nieuws van Nargothronds verwoesting Doriath bereikt, gaan Morwen en Nienor erheen om Túrin te zoeken. Ze worden vergezeld door een groot aantal Elfen. Glaurung heeft dan echter bezit genomen van de verwoeste zalen van Nargothrond. Hij jaagt de Elfen op de vlucht, waarbij ook Morwen verloren wordt. Nienor ontmoet de Draak en voert een gevecht in wilskracht met hem. Ze verliest en de Glaurung legt een kwaadaardige betovering op Nienor, zodat ze haar geheugen verliest. Mablung, de leider van de Elfen, vindt haar in deze toestand en begeleidt haar op weg naar Doriath. De Orks vallen echter opnieuw aan en Nienor verdwijnt voordat de Elfen haar kunnen tegenhouden.
Túrin bereikt zijn oude huis in Dor-lómin, maar treft het verlaten aan. Hij gaat naar de zalen van de Oosterling Brodda, die getrouwd is met Húrins verwante Aerin tegen haar wil en Húrins land en eigendommen in bezit genomen heeft. Aerin vertelt hem dat Morwen weggegaan is. In zijn woede doodt Túrin Brodda, waarbij hij ook Aerins lot bezegelt. Wanneer Túrin weer weggegaan is verbrandt Aerin zichzelf in haar huis. Het overblijfsel van het Huis van Hador wordt hierna nog meer onderdrukt. Daarom zien Túrins verwanten hem graag vertrekken.
Nu probeert Túrin Finduilas te vinden, maar tegen de tijd dat hij het spoor van de Orks vindt is het te laat; de woudmannen van Brethil delen hem mee dat ze gedood is bij hun poging de gevangenen van Nargothrond te redden. Túrin stort ineen op de heuvel waarin ze is begraven en wordt naar Brethil gebracht.

### Komst naar Brethil
In Brethil pakt Túrin zijn leven weer op en noemt zich nu Turambar (Meester van het Noodlot) in een overmoedige bui, want hij besluit dat zijn vloek nu eindelijk voorbij is. Hij gebruikt zijn Zwarte Zwaard niet meer in het bos, maar hanteert speer en boog. Op een dag vindt hij Nienor op Finduilas' graf. Ze herinnert zich niet hoe ze heet, zodat broer en zus elkaar niet herkennen. Túrin noemt haar Níniel en neemt haar tot vrouw. Brandir, de heer van de Haladin, wordt verliefd op haar, maar zij houdt alleen van Túrin.
De zwangerschap van Niniel brengt inderdaad geluk in het leven van Túrin, maar dit komt snel ten einde wanneer Glaurung Orks naar Brethil stuurt. Nu neemt Túrin zijn Zwarte Zwaard weer ter hand om de Orks te verjagen. Hij neemt de regering van Brethil over van Brandir zoals hij ook de dominante leider werd in Nargothrond. De Orks worden verslagen, maar Glaurung voert nu zelf een aanval uit op Brethil. Túrin neemt twee mannen, Dorlas en Hunthor mee om de Draak te doden, maar hij is de enige die hem weet te bereiken. Hij doodt Glaurung met Gurthang bij Cabed-en-Aras, maar hij wordt gewond en raakt bewusteloos. Als Níniel hem daar aantreft verbreekt Glaurung zijn betovering met zijn laatste woorden. Níniel herinnert zich wie zij is en dat Túrin, van wie ze zwanger is, haar broer is. Van afschuw werpt ze zich in het ravijn.

### Dood van Túrin
Als Túrin bijkomt vertelt Brandir hem wat er is gebeurd. Túrin weigert hem te geloven en doodt hem. Wanneer Mablung, die hem is komen zoeken, het verhaal van Brandir bevestigt doodt Túrin zichzelf met zijn zwarte zwaard Gurthang. Daarmee is hij, net als Nienor, een van de zeldzame personages in Tolkiens wereld die zelfmoord plegen.
Túrin wordt dicht bij Finduilas begraven en de Haladin schrijven op zijn grafsteen in het Cirth van Doriath:
TÚRIN TURAMBAR DAGNIR GLAURUNGA
Túrin, Meester van het Noodlot, Doder van Glaurung
Daaronder schrijven ze:
NIENOR NÍNIEL
hoewel haar lichaam niet gevonden kan worden.
Morwen en Húrin vinden elkaar later op deze plaats en Morwen wordt daar ook begraven. De grafheuvel waaronder ze zijn begraven overleeft de Oorlog van Gramschap en wordt Tol Morwen, het meest westelijke eiland voor de kust van Lindon in de Tweede en de Derde Era.
Mandos heeft geprofeteerd dat Morgoth aan het einde der tijden de Laatste Slag zal leveren tegen de Valar en de Kinderen van Ilúvatar, en dat Túrin Turambar Morgoth dodelijk zal treffen, waarmee hij het kwaad voor altijd vernietigt en vergelding uitoefent voor de Kinderen van Húrin en voor alle mensen en elfen.

## Vergelijking met Tuor
Túrin is de neef van Tuor, de vader van Eärendil. Tuor is blond, terwijl Túrin zwart haar heeft, maar er zijn veel overeenkomsten tussen hun levens. Ze verliezen beiden hun vaders in de Nirnaeth Arnoediad, worden gedeeltelijk opgevoed door Elfen, zijn enige tijd vogelvrij en gevangen en zijn legeraanvoerders in de grootste forten van de Noldor. Maar de afloop van Tuors leven is heel anders. De twee ontmoeten elkaar niet, maar Tuor ziet Túrin eens op een afstand voorbijtrekken in de wildernis van Beleriand, een gebeurtenis die Tolkien expliciet vermeldt.
Of het tragische verloop van Túrins leven veroorzaakt wordt door Morgoths vloek, Túrins eigen arrogantie of de combinatie van de twee is onduidelijk.

## Inspiratie

### Kullervo
De veronderstelde gelijkenis van Túrin met personages in middeleeuwse verhalen wordt bevestigd door een brief van Tolkien aan de uitgever Milton Waldman over de publicatie van zijn werken.
Het verhaal van Túrin is gebaseerd op de legende over Kullervo, een personage uit het Finse epos Kalevala. Het briefcitaat is:
There is the Children of Húrin, the tragic tale of Túrin Turambar and his sister Níniel – of which Túrin is the hero: a figure that might be said (by people who like that sort of thing, though it is not very useful) to be derived from elements in Sigurd the Volsung, Oedipus, and the Finnish Kullervo.

### Siegmund en Siegfried
Túrin lijkt ook op Siegmund, de vader van Siegfried in de Volsungsaga, die een incestueuze relatie heeft met zijn zuster, een parallel met het huwelijk tussen Túrin en Nienor. In Richard Wagners opera Die Walküre (ook deels gebaseerd op de Volsungsaga) zijn Siegmund en Sieglinde parallellen van Túrin en Nienor. Een interessante overeenkomst is dat Siegmund in de eerste acte van Die Walküre Hunding vertelt dat zijn naam Wehwalt is, net zoals Túrin zichzelf aan de elfen van Nargothrond bekendmaakt als Agarwaen. Verder lijkt Túrin op Siegfried, want beiden worden ze beroemd als drakendoders en sterven kort na de dood van hun vrouw, hoewel dat niet ongewoon is in heldenverhalen.

### Elric
Túrin deelt enkele eigenschappen met het personage Elric van de schrijver Michael Moorcock. Elric is ook gebaseerd op Kullervo. Beiden zijn antihelden die een zwart zwaard hanteren. Beide zwaarden maken deel uit van een paar, hoewel dit detail niet voorkomt in de eerste versie van Túrins verhaal, geschreven in de jaren 1920 en opgenomen in The Book of Lost Tales. Beiden gebruiken ze hun zwaard om vrienden of geliefden onopzettelijk te doden en worden ze door hun zwaard gedood. De eerste verhalen over Elric zijn uitgegeven voor The Silmarillion, dus de schrijvers zullen het detail van het zwarte zwaard onafhankelijk van elkaar hebben bedacht. Moorcock houdt overigens niet van Tolkiens werk.